# San Juancito

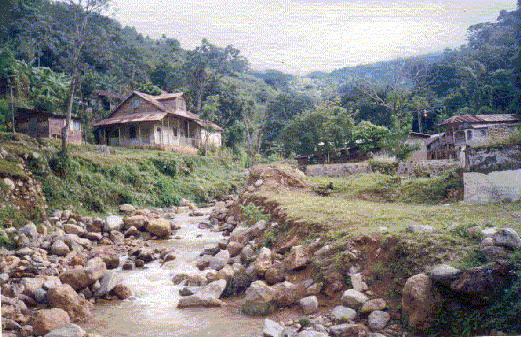
San Juancito in 2004

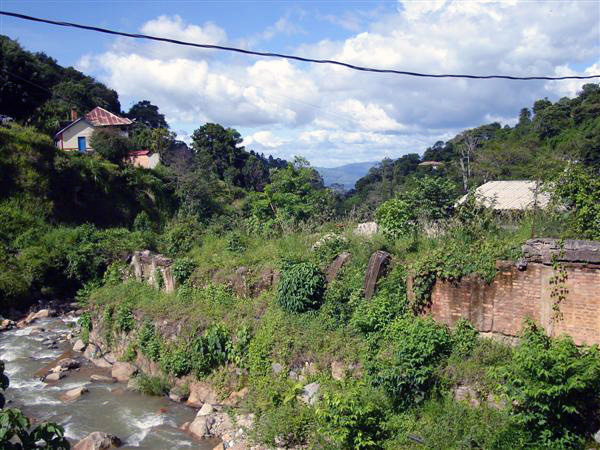
San Juancito in 2005

San Juancito is een dorpje in Honduras, gelegen in de gemeente Valle de Ángeles op ongeveer 40 kilometer afstand van de hoofdstad Tegucigalpa. Hoewel het dorpje tegenwoordig van geen betekenis is, heeft het een veelbewogen geschiedenis achter de rug.
San Juancito is gelegen in een gebied dat rijk is aan goud en zilver. In de 19e eeuw werd het gebied bezocht door gelukszoekers uit de Amerika en Europa. In 1880 vestigde de Amerikaanse Rosario Mining Company zich in San Juancito. Binnen een maand veranderde het dorpje van een in de bergen verscholen nederzetting in een industrieel centrum van belang. De Rosario Mining Company had duizenden werknemers in dienst. Het dorpje kreeg elektriciteit nog voordat de hoofdstad dat kreeg, de eerste ambassade van de Verenigde Staten vestigde zich in het dorp en in het kielzog van de goudkoorts werden ook andere industrieën, zoals een grote frisdrankbottelaar, aangetrokken.
De goudkoorts had zelfs invloed op de plaats van waaruit Honduras werd bestuurd. Het bestuurlijke centrum van Honduras was sinds 1540 afwisselend in Tegucigalpa en Comayagua geplaatst. In 1880 echter werd het bestuurlijke centrum voorgoed in Tegucigalpa gevestigd. De regering gaf geen heldere verklaring voor het afschaffen van de afwisseling van hoofdsteden, waardoor men vermoedde dat dit gebeurde dit omdat president Marco Aurelio Soto een belang had in de Rosario Mining Company. Soto zou dichter bij zijn persoonlijke belangen gehuisvest willen zijn en verplaatste daarom de hoofdstad definitief naar Tegucigalpa, vlak bij San Juancito.
De activiteiten in San Juancito deden grote schade aan de natuurlijke omgeving rond het dorp. Afgravingen en houtkap ten behoeve van de technische installaties hadden tot gevolg dat een groot deel van het nevelwoud rond San Juancito ernstig beschadigd raakte. 
Na ruim zeventig jaar raakten de heuvels uitgeput, en staakte de mijnbouw. De Rosario Mining Company verliet San Juancito, waarop ook de andere industrie uit het dorp vertrok. San Juancito veranderde in een verlaten spookdorp. Bij gebrek aan werkgelegenheid vertrok een groot deel van de bevolking.
Het nevelwoud is sindsdien gedeeltelijk hersteld. In 1980 werd het Nationaal Park La Tigra ingesteld: een deel van het nevelwoud bij San Juancito dat tot beschermd gebied werd uitgeroepen. Sindsdien is er weer enige bedrijvigheid te bespeuren in het dorp, nu door de aanwezigheid van toeristen en biologen die het nationale park bezoeken.